# كالي هامنر
كالي هامنر (بالإنجليزية: Cully Hamner)‏ هو فنان قصص مصورة ومؤلف أمريكي، ولد في 7 مارس 1969 في هنتسفيل في الولايات المتحدة.

## وصلات خارجية
- كالي هامنر على موقع IMDb (الإنجليزية)
- كالي هامنر على موقع قاعدة بيانات الفيلم (الإنجليزية)